# Sonora (Califórnia)
Sonora é uma cidade localizada no estado americano da Califórnia, no condado de Tuolumne, do qual é sede. Foi incorporada em 1 de maio de 1851.

## Geografia
De acordo com o United States Census Bureau, a cidade tem uma área de 8 km², onde 7,9 km² estão cobertos por terra e 0,1 km² por água.

### Localidades na vizinhança
O diagrama seguinte representa as localidades num raio de 16 km ao redor de Sonora.

## Demografia
Segundo o censo nacional de 2010, a sua população é de 4 903 habitantes e sua densidade populacional é de 618,65 hab/km². Possui 2 463 residências, que resulta em uma densidade de 310,77 residências/km².